# Donetes (pel·lícula de 2019)
|  | Aquest article tracta sobre Donetes (pel·lícula de 2019). Vegeu-ne altres significats a «Donetes». |

Donetes (títol original en anglès: Little Women) és una pel·lícula dramàtica estatunidenca del 2019, escrita i dirigida per Greta Gerwig, protagonitzada per Saoirse Ronan, Emma Watson, Florence Pugh, Eliza Scanlen, Laura Dern, Timothée Chalamet i Meryl Streep. Es tracta d'una nova adaptació a la pantalla de la novel·la Donetes de Louisa May Alcott, publicada originalment el 1868.
És la setena adaptació cinematogràfica de la novel·la amb el mateix nom, de Louisa May Alcott, publicada al 1868. Segueix les vides de les germanes March: Jo, Meg, Amy i Beth, a Concord, Massachusetts, durant la Guerra de Secessió Americana.
El rodatge va tenir lloc durant els últims mesos de 2018 a l'estat de Massachusetts, amb l'edició començant tot just finalitzar la filmació.
La pre-estrena de Donetes va ser al Museu d'Art Modern de Nova York (MoMA) el 7 de desembre de 2019, i es va estrenar als Estats Units el 25 de desembre de 2019 per Sony Pictures Releasing. La pel·lícula va ser molt aclamada per la crítica, amb especial elogi al guió i la direcció de Gerwig, així com les interpretacions del repartiment, i va recaptar $218 milions a tot el món.
Entre les seves nombroses aclamacions, la pel·lícula va obtenir sis nominacions als Òscars, incloent-hi millor pel·lícula, millor actriu (Ronan), millor actriu secundària (Pugh), millor guió adaptat, millor partitura original, i millor disseny de vestuari, categoria que va guanyar.

## Argument
A la Nova Anglaterra del 1868, Jo March (Saoirse Ronan), una jove molt ambiciosa, va a visitar el senyor Dashwood un editor neoyorquí a qui li vol demanar que publiqui la novel·la que ella ha escrit. Simultàniament, la seva germana petita, Amy, que es troba a París amb la seva tia, assisteix a una festa amb el seu amic i veí de la infància, Laurie. Les dues germanes es veuen obligades a tornar a casa per un greu fet que malmet la seva família, al petit poble de Concord, Massachusetts, on van créixer durant la Guerra Civil Americana.
La història és desenvolupa mitjançant un llarg flashback, remuntant-se varis anys abans, a l’inici de la Guerra de Secessió i amb el senyor March veient-se obligat a marxar al front, deixant enrere les seves quatre filles i la seva dona.
La trama comença amb una festa a la que només Meg (la germana gran), i Jo han estat convidades. És en aquella festa que Meg (Emma Watson), romàntica i somiadora viu la seva fantasia de l’alta societat en la que no pertany, deixant sola a Jo, una jove rebel i incomformista que no pot mostrar menys interès per els deures socials de la dona. És allà quan coneix Laurie (Timothée Chalamet), el net del seu veí i amb qui immediatament crea una amistat impenetrable.
Al llarg de la pel·lícula es mostren els valors més altruistes que Marmee (Laura Dern) els inculca les seves filles, el llaç que es crea entre la Jo i el Laurie i el sentiments que ell comença a desenvolupar cap a ella, l'enveja de la petita Amy cap a la seva germana portant-la a cometre una acció terrible i el suport que les quatre germanes s'aporten mutúament en un temps durs en els que la societat es consumia en guerra i fam, i no hi havia espai per quatre donetes somiadores.
Les imatges es van alternant entre passat i present, mostrant els canvis en les vides de les protagonistes; una Meg casada per amor i la seva infelicitat per no poder sortir de la pobresa, una Jo lliure i salvatge sense cap intenció de casar-se però torturant-se per l'eterna distància entre ella i qui un cop havia sigut la seva ànima bessona, la Beth, sempre tan dolça i dedicada als demés, i per acabar, una Amy realista, vivint a una Europa liberal i amb un talent excepcional aturat per la inevitable idea que com a dona, no pot escollir el seu destí.

## Repartiment
- Saoirse Ronan: Josephine "Jo" March
- Emma Watson: Margaret "Meg" March
- Florence Pugh: Amy March
- Eliza Scanlen: Elizabeth "Beth" March
- Laura Dern: Marmee March
- Timothée Chalamet: Théodore "Laurie" Laurence
- Meryl Streep: Tieta March
- Tracy Letts: Mr. Dashwood
- Bob Odenkirk: Senyor March
- Louis Garrel: Friedrich Bhaer
- James Norton: John Brooke
- Chris Cooper: Mr. Laurence
- Jane Houdyshell: Hannah
- Hadley Robinson: Sallie Gardiner Moffat
- Charlotte Kinder: Viola
- Ana Kayne: Olivia
- Abby Quinn: Annie Moffat

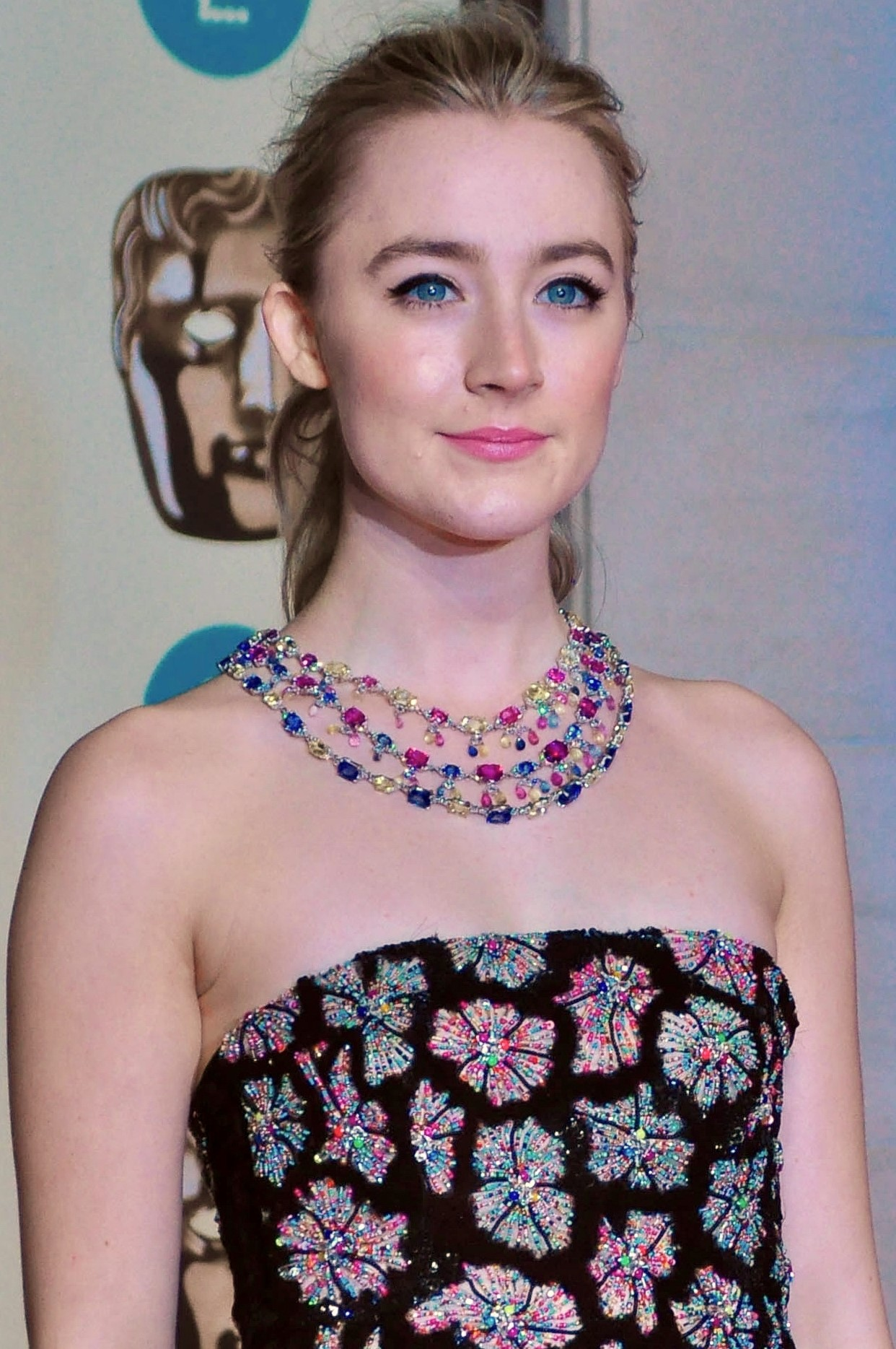
Saoirse Ronan
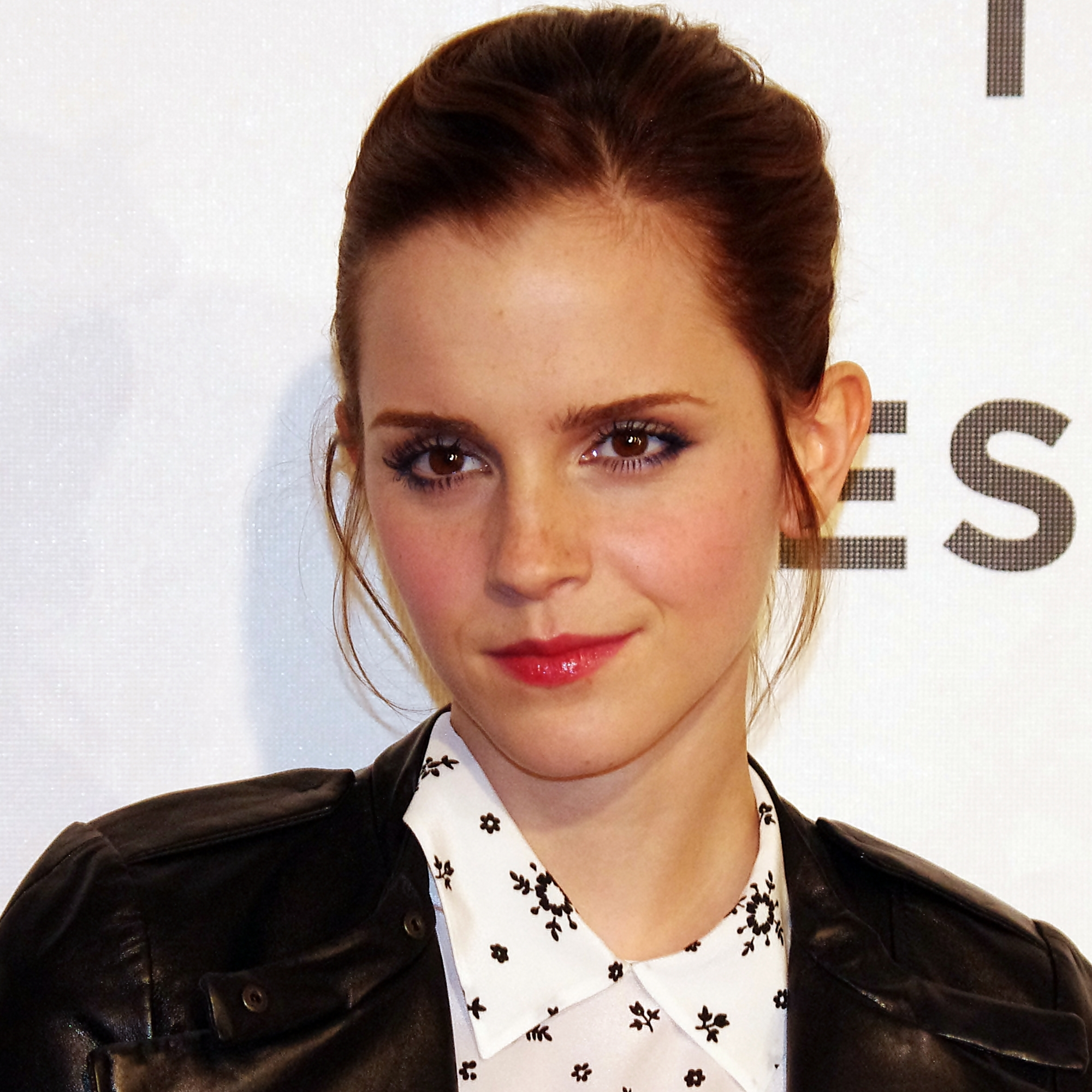
Emma Watson
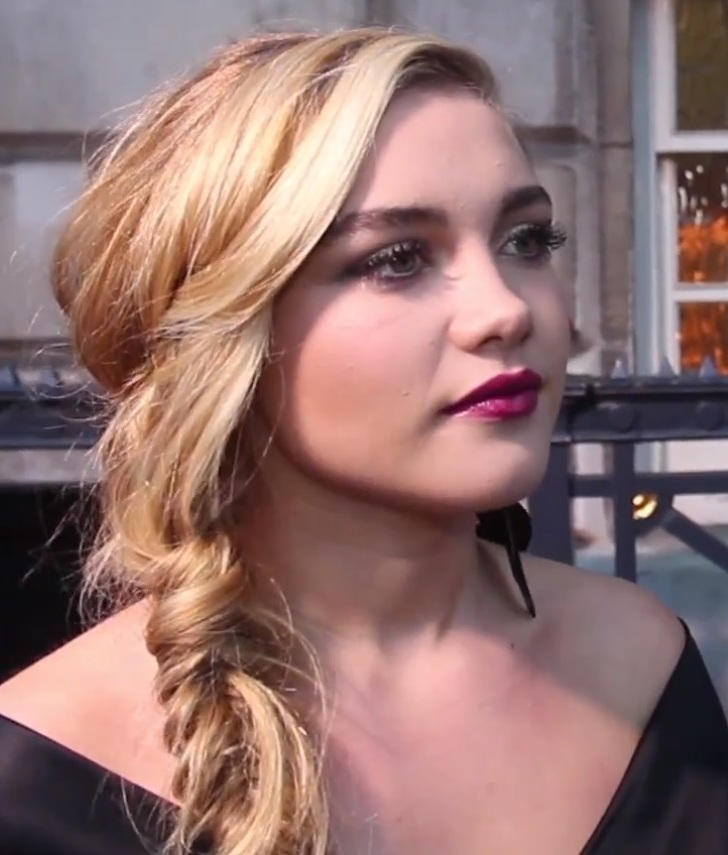
Florence Pugh
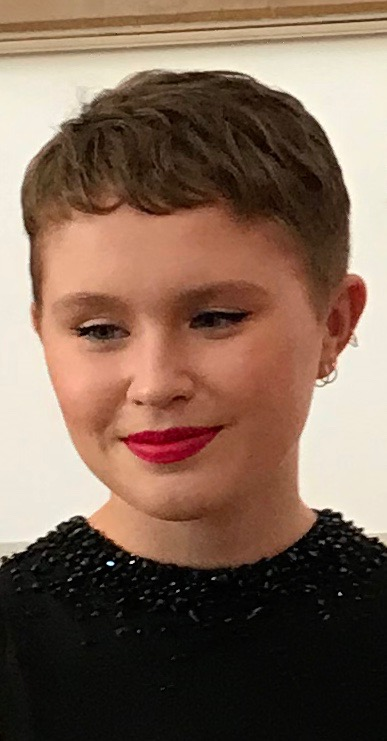
Eliza Scanlen
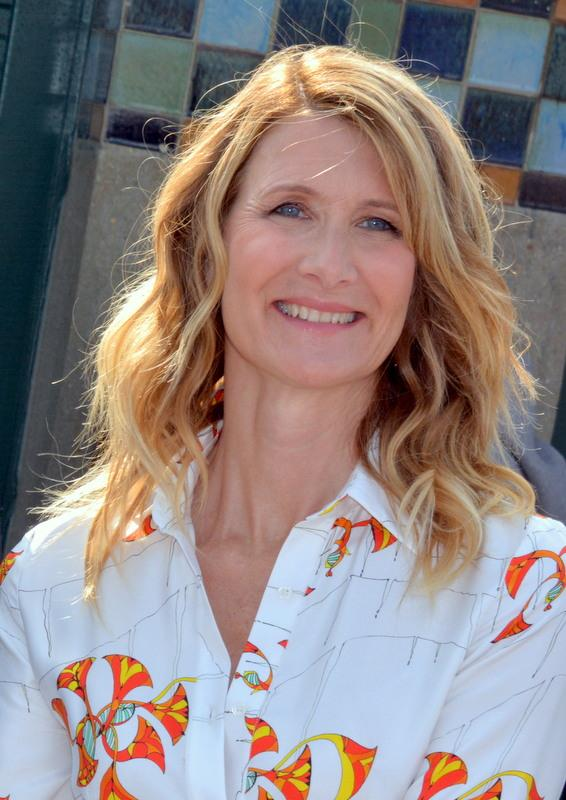
Laura Dern
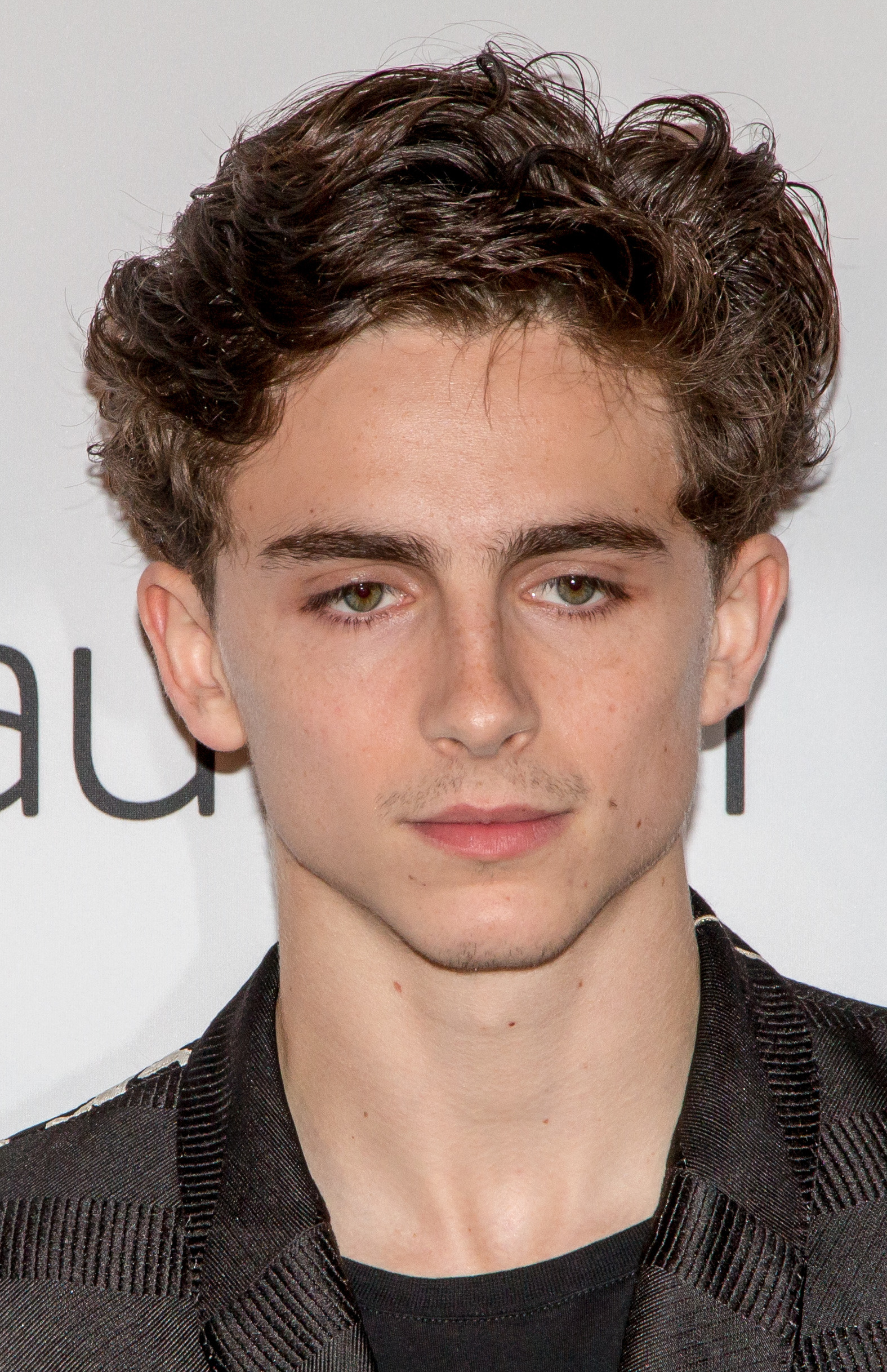
Timothée Chalamet
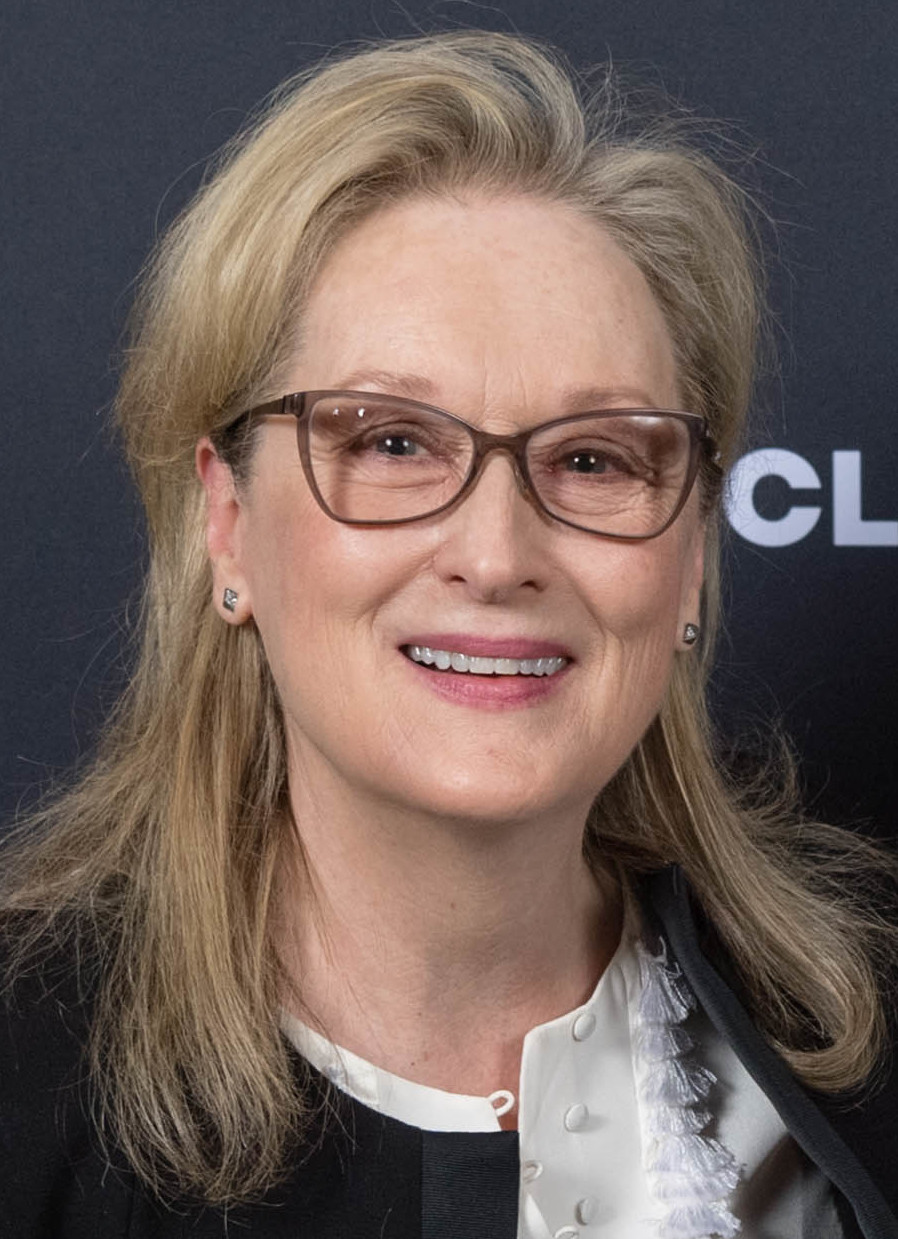
Meryl Streep

## Al voltant de la pel·lícula
La germana més carismàtica, inconformista i rebel Jo March és interpretada per Saoirse Ronan. Els papers de les altres tres germanes estan representats per Emma Watson (Meg), Florence Pugh (Amy) i Eliza Scanlen (Beth). Laura Dern i Meryl Streep assumeixen els rols de la mare i la tieta de les noies.
Greta Gerwig es va incorporar al projecte el 2016 com a guionista, encara que inicialment havia estat esbossat per Sara Polley. Gerwig va ser contractada el 2018 per dirigir la pel·lícula, després de l'èxit del seu film Lady Bird (2017). L'adaptació d'aquesta versió és plena de llicències que intensifiquen l'esperit de la novel·la original. S'allunya de la narració clàssica, amb un muntatge ple de flash-backs i el·lipsis complementades amb una fotografia amb una estètica molt elaborada.

### Crítiques
Al lloc web de revisions de crítiques Rotten Tomatoes, la pel·lícula obté una qualificació d'aprovació del 95% basada en 312 ressenyes, amb una valoració mitja de 8,64/10, posant èmfasi en el repartiment estel·lar i que es tracta d'una adaptació intel·ligent i sensible fa atemporal un clàssic. Per Wendy Ide, crítica del The Observer, suplement dominical del diari britànic The Guardian suposa "l'adaptació literària més fresca de l'any"."Un treball fet segons les normes de la indústria que també reflecteix les idees, ideals i obsessions artístiques personals de Gerwig", en resumeix Richard Brody de The New Yorker.

## Premis i nominacions
En total, Donetes (2019), ha obtingut 161 nominacions i 63 premis en total.
Nominada a dos Globus d'Or (2020), el corresponent a millor actriu dramàtica per Saoirse Ronan i el de millor banda sonora original per Alexandre Desplat.
Nominada a cinc premis BAFTA 2020: Millor Música Original per Alexandre Desplat, Millor Actriu per Saoirse Ronan, Millor Actriu de repartiment per Florence Pugh, Millor Disseny de Vestuari per Jacqueline Durran i Millor Guió adaptat per Greta Gerwig.
Nominació a Millor Guió Adaptat per Greta Gerwig als Writers Guild Award.
Nominada a sis premis de l’Academia, a les categories de Millor Pel·lícula, Millor Actriu, Millor Actriu de Repartiment, Millor adaptació, Millor Disseny de Vestuari (guanyadora) i Millor Banda Sonora.
La producció, a més, ha estat nominada a desenes de premis més.

## Producció
El rodatge va començar el 8 d'octubre de 2018 i va finalitzar al mes de desembre del mateix any. Va tenir lloc en diverses localitzacions dins de l'estat de Massachusetts, Estats Units.

### Direcció
Mentre les altres adaptacions de la novel·la semblen centrar-se en el període i com les protagonistes encaixen en ell, la versió de Greta Gerwig se centra més en l'edat adulta de les germanes March. Gerwig va afirmar que volia convidar una estructura diferent de la història, examinant la trama de Donetes més com “una cosa que és una bola de neu d’un moment perfecte que ha desaparegut per sempre".
Gonchor, el dissenyador de producció, i Gerwig volien fer una pel·lícula d’època que se sentís més moderna que les altres i no es tractés només de mansions i carruatges antics. Per ells, va ser meravellós veure com uns personatges tan forts com les germanes March cobrien vida. Van permetre's llibertats en l’aspecte històric de la pel·lícula. Van ser fidels en el temps i l’època, però, segons menciona Gonchor, era diferents amb altres films en els quals havia treballat, on va fer dissenys gairebé documentals, històricament precisos. Segons Gonchor, la pel·lícula de Gerwig era prou juganera per a poder prendre aquestes llibertats i estirar, acolorir i fer algunes coses més grans o més petites.

### Guió
Sarah Polley va treballar en el guió abans que Greta Gerwig es fes càrrec de les tasques de guió.
El gran discurs de l’Amy sobre el matrimoni no estava originalment en el guió, però va ser suggerit per Meryl Streep, qui interpreta a la tieta de les March en el film. Després de treballar i parlar amb Greta Gerwig, Streep va afirmar que hi havia d'haver un moment en aquesta pel·lícula que donés al públic modern l'oportunitat d'entendre la veritable impotència de les dones en aquest període. No només no podien votar o treballar, sinó que a través del matrimoni perdrien la propietat dels seus diners, propietats i fills. Segons Florence Pugh, les línies li van ser donades uns minuts abans que haguessin de rodar l'escena en un tros de paper escrit a mà.

### Càsting
En descobrir que l’adaptació estava en obres, Saoirse Ronan es va posar en contacte amb Greta Gerwig i li va dir que havia decidit que volia interpretar a Jo March. Gerwig va considerar la decisió, ja que, ella ja havia treballat amb l’actriu en el seu debut com a directora Lady Bird (2017). Gerwig va adonar-se que l’acció de Ronan d'escollir-se a si mateixa per realitzar un paper era una cosa que el personatge de Jo faria i va enviar-li un correu electrònic que deia "Sí, ets Jo". India Eisley va ser una de les actrius considerades pel paper de Jo.
Emma Watson va assumir el paper de Meg March després que Emma Stone el rebutges per conflictes de programació amb la promoció de La favorita (2018). Eliza Scanlen va començar a practicar a tocar el piano tres hores al dia per estar preparada pel paper de Beth March, ja que, saber tocar l’instrument era un prerequisit per interpretar-ho. La pel·lícula és el debut de l’actriu Eowyn Young, qui interpreta una amiga de l'escola de l'Amy (Florence Pugh).

### Disseny
Greta Gerwig tenia la intenció de ser fidel a l’obra original de Donetes i rodar la pel·lícula principalment a Concord, Massachusetts, a només 3,21km de l’Orchard House, on Alcott va escriure i va situar el seu llibre. La va ajudar el dissenyador de producció nominat a l'Òscar Jess Gonchor, qui va començar a treballar l'estiu de l'any 2018 i va passar quatre mesos preparant els sets amb el seu equip, assegurant-se que la pel·lícula seria una obra especial.
Pels escenaris exteriors, Gonchor i el seu equip van trobar una extensió de terra de 50 acres i van passar 14 setmanes construint un barri per la filmació del film. Ell explica “Volia que l'exterior s'assemblés a una antiga caixa de joieria desgastada que pots trobar en el calaix de la teva àvia. I just al costat del carrer, es troba la mansió de la família Laurence, masculina i a més a més, amb bosc i una bústia. És així com són descrites en el llibre”. La casa de la família March va ser creada en contrast amb la casa Laurence del costat. Volien que aquesta altra se sentís gran, buida i fred, perquè li faltava un toc femení.
Igual que en les tres adaptacions anteriors de Donetes al cinema, la casa és el cor de la pel·lícula. Gonchor menciona que si hagués de dibuixar un cercle i assenyalar totes les localitzacions del film, la casa de la família March seria el nucli, perquè hi ha moltes coses que van i venen allà.
Gerwig tenia la intenció que el públic sentís l'escalfor de la casa de la família March en aquelles escenes d’hivern. Per realitzar-la, Gronchor va voler aferrar-se a la idea que va dir en el seu moment el pare de Louisa May Alcott, Bronson. Ell no volia que la casa eclipsés el bell paisatge. Volia que se sentís com un bolet que creix del terra, de manera que si corries per ella ràpidament, ni tan sols te n’adonaries. La versió de Gerwig i Gonchor de la casa March és una mica trencada i esgotada per fora, però amb els interiors plens d’un flux d’energia i colors positius. Interiors, com el passadís, van ser utilitzats pels films. Altres zones interiors com les habitacions de dalt i la planta baixa van ser creades en un magatzem als afores de Cape Cod.
Gerwig i Gonchor també parlen de les habitacions de les protagonistes i com volia que cadascuna tingués la seva pròpia identitat. El punt, segons Gonchor, era que les noies poguessin sentir-se inspirades a cada habitació. Per tant, van col·locar menjar, mantes, un foc, pintures, llibres, etc. Tot el que ells creien que les protagonistes necessitarien per sentir-se felices enmig d’un hivern fred a Massachusetts. Els personatges de la Jo (Saoirse Ronan) i la Meg (Emma Watson) comparteixen una habitació amb un aspecte sofisticat. Es troba un escriptori, llits formals i poc rastre de joguines. En canvi, l’habitació de l’Amy (Florence Pugh) i la Beth (Eliza Scanlen) té un sostre inclinat per capturar la intimitat que viuen els personatges durant els problemes de salut de la Beth. També amb un fons amb colors més infantils. Alguns dels vestidors i les taules vistes al film van ser adquirides a botigues d'antiguitats de Massachusetts.
L’oficina de l'editor al començament del film i l’actuació de “12th Night” es van rodar a Boston, però les escenes que transcorren a Nova York realment van ser fotografiades a la ciutat de Lawrence, Massachusetts. És un nucli antic just al riu Merrimack, que segons Gonchor, s'assembla molt al barri de South Seaport de Nova York en la dècada de 1860. Gonchor va arribar a l'estudi d’art de París per casualitat. Van utilitzar molts dels terrenys de la finca Crane per a les escenes de pintura a l'aire lliure.

### Vestuari
La dissenyadora de vestuari Jacqueline Durran li va donar a cada germana una paleta de colors distintiva per al seu armari: la Meg (Emma Watson) portava els colors lavanda i verd, la Jo (Saoirse Ronan), el vermell i l’indi, la Beth (Eliza Scanlen), el rosa i el marró, i l’Amy (Florence Pugh), el color blau clar. La seva mare, Marmee (Laura Dern), sovint porta una combinació de tots els seus colors. Durran també va fer diverses peces de vestuari duplicades per a Jo March i Theodore "Laurie" Laurence (Timothée Chalamet) perquè semblés que els personatges comparteixen roba en el film.
En el film, el personatge de Jo March (Saoirse Ronan) mai porta cotilla, un fet bastant inusual per a l’època. Ella és l'única de les germanes que fa aquesta elecció.